# Karl Bartos
Karl Bartos (* 31. května 1952) je německý hudebník a hudební skladatel. Narodil se v západoněmeckém městě Berchtesgaden. Roku 1975 se stal členem kapely Kraftwerk, se kterou vystupoval až do roku 1991. Po odchodu ze skupiny založil vlastní projekt Elektric Music, se kterým vydal dvě studiová alba: Esperanto (1993) a Electric Music (1998). V roce 1996 se výrazně podílel na albu Raise the Pressure skupiny Electronic. V roce 2003 vydal své první sólové album nazvané Communication. Druhou sólovou nahrávku, album Off the Record, vydal o deset let později. V roce 2014 získal ocenění Człowiek ze Złotym Uchem.

## Sólová diskografie
- Communication (2003)
- Off the Record (2013)